# Giovanni Battista Lombardi
Giovanni Battista Lombardi (Rezzato, 24 novembre 1822 – Brescia, 9 marzo 1880) è stato uno scultore italiano. Fu artista noto nella corrente del neoclassicismo e del naturalismo.

## Biografia
Figlio di Cipriano uno scalpellino e di Rosa Casari. Per interessamento dell’architetto Rodolfo Vantini inizia a frequentare nel 1839 a Rezzato (BS) la Scuola di Ornato e Architettura. Nel 1845, il giovane Lombardi si trasferisce a Milano dove frequenta l'Accademia di Belle Arti di Brera e lo studio dello scultore Lorenzo Vela, fratello maggiore del più noto Vincenzo Vela. Nel 1852 Lombardi, per intervento della contessa Marietta Mazzuchelli Longo, si trasferisce stabilmente a Roma dove prosegue gli studi gli studi all'Accademia di San Luca e presso lo scultore Pietro Tenerani. 
Nel 1872 muore la moglie Emilia Filonardi di 29 anni, lasciando il figlio Adolfo di soli sei anni.
Nel 1878 si trasferisce gravemente ammalato con il figlio Adolfo a Brescia. Morirà nella sua casa bresciana il 9 marzo 1880.

## Opere
- Cimitero monumentale di Brescia. Monumento Pitozzi Baggi, Monumento Mazzuchelli, Monumento a Giovan Battista Gigola e il Monumento al giureconsulto Giambattista Barboglio.
- Brescia. Monumento alle Vittime delle X Giornate del 1849.
- Cimitero del Verano a Roma. Monumento alla moglie Emilia Filonardi eseguito nel 1875.
- National Gallery di Melbourne. Figura di donna con Amore e una statua della Sulanite.
- Metropolitan Museum a New York. Statua di Susanna, busto di donna velata, sanguigna di nudo maschile da Anton Raphael Mengs.
- Certosa di Bologna, Monumento a Pietro Magenta (1863) Chiostro Terzo, arco 59.

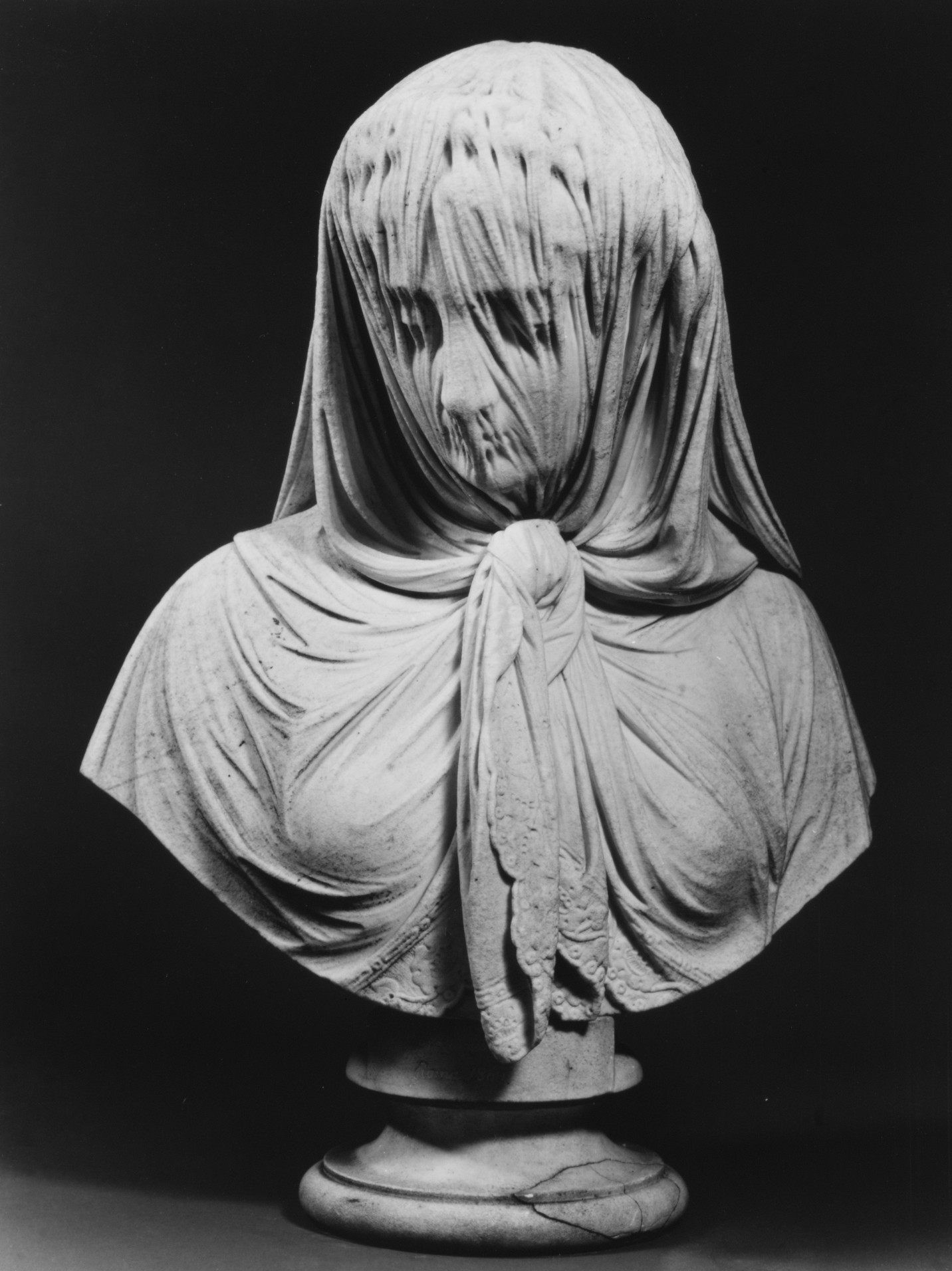
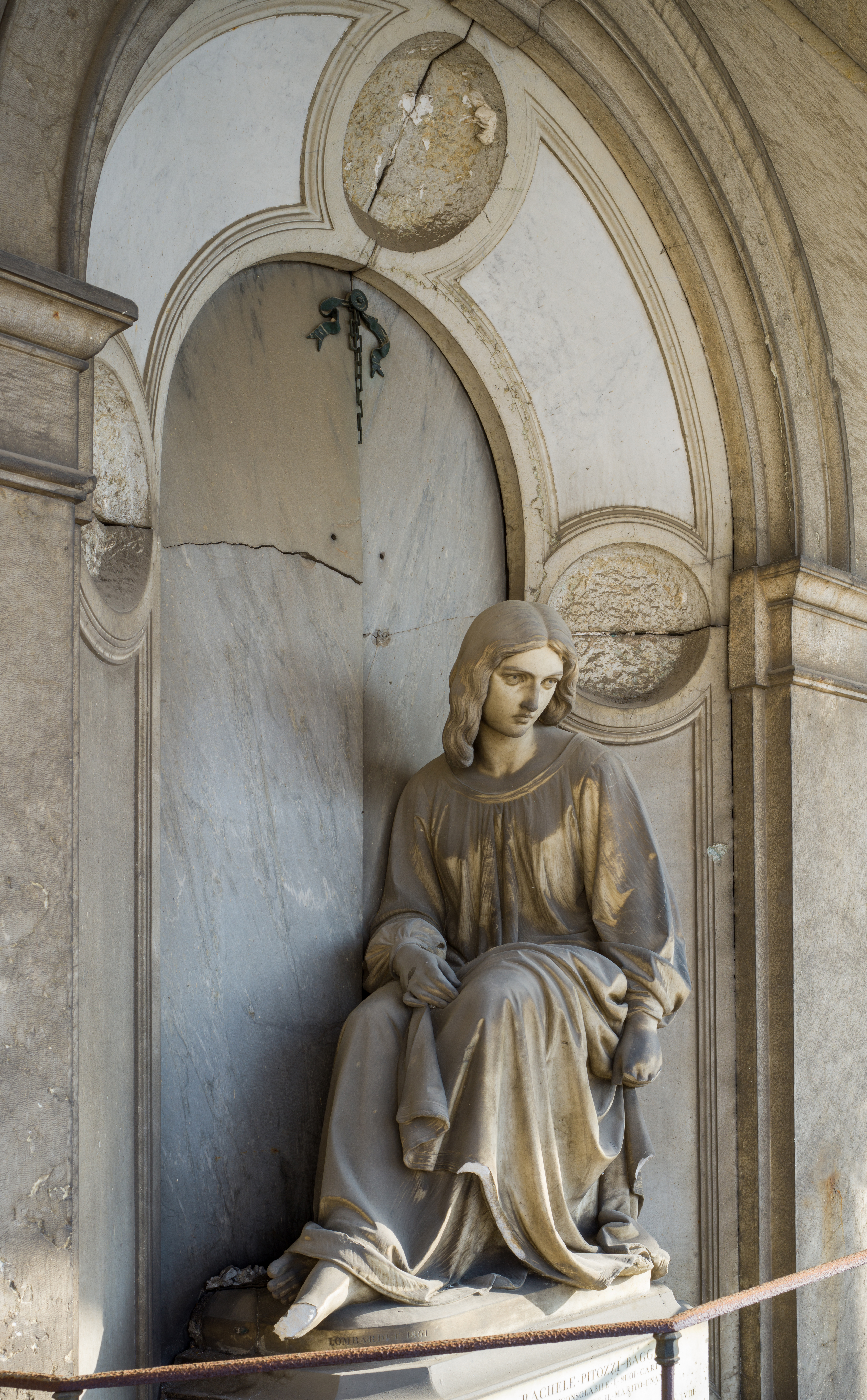
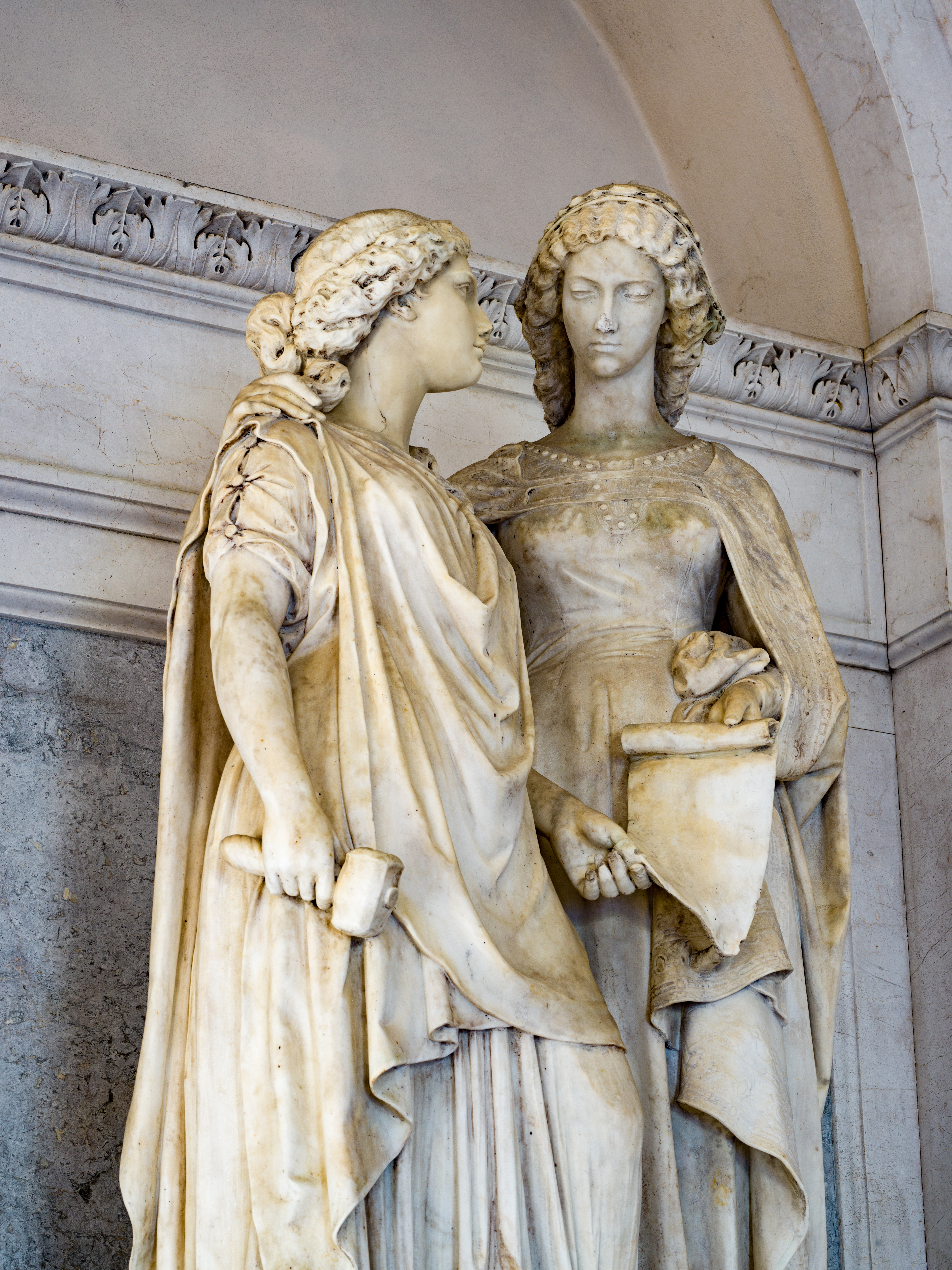
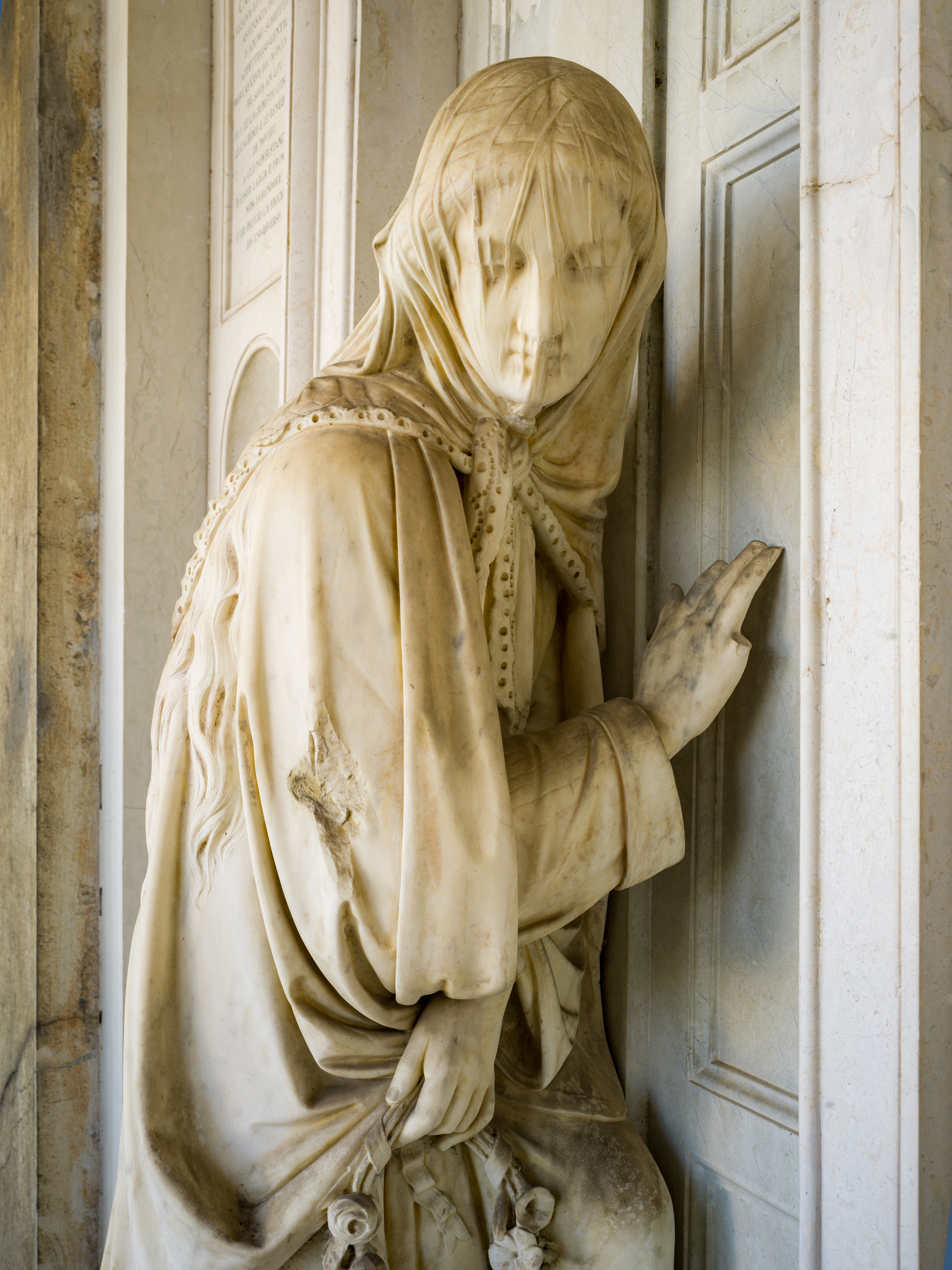
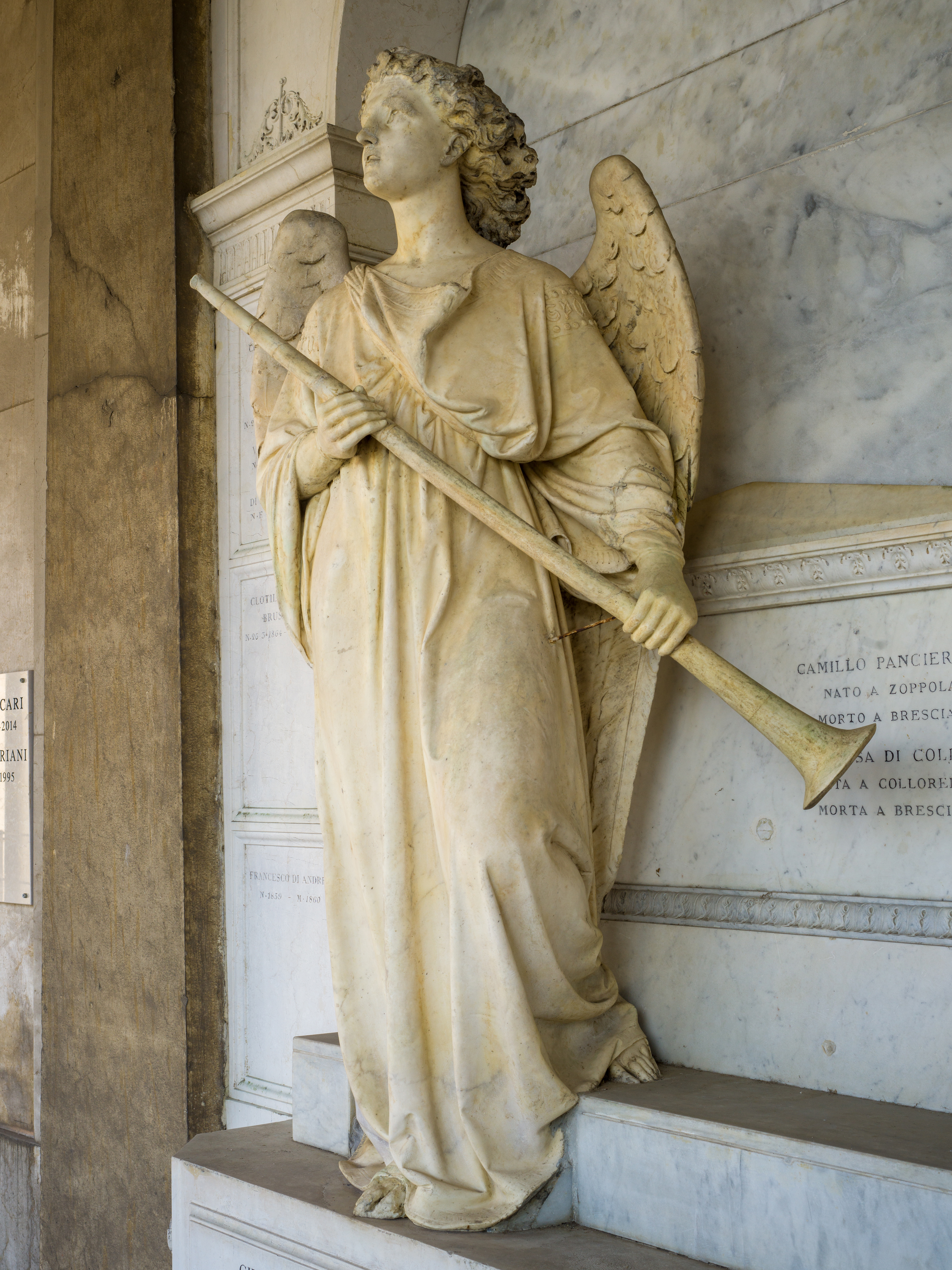